# Могила, Александр
Александр Могила (молд. Александру Мовилэ; 1601—1620) — господарь Молдавского княжества 12 (22) ноября 1615 — 23 июля (2 августа) 1616.

## история
Второй сын Иеремии Могилы и Елизаветы. 
Взошёл на престол в 14-летнем возрасте после поражения Стефана Томши от поляков. 
После разлада между поляками и Османской империей, турки смещают Александра, передают власть Раду Михне, а Александра с матерью и братом Богданом берут в плен и отправляют в Константинополь, где они принимают ислам.